# Redmi
RedMi är en smarttelefon tillverkad av Xiaomi och blev först utannonserad i juli 2013. Redmi telefoner använder sig av Android (operativsystem). Modellerna som tillverkats heter Redmi 1, Redmi 1S och Redmi Note. Redmi telefonerna har marknadsförts i Kina, Taiwan och Singapore. Den största skillnaden från den traditionella Xiaomi smarttelefonen är att det tillverkats med billigare komponenter samt är mer användarvänlig.
Under det andra kvartalet av 2014 blev Xiaomi den ledande smarttelefontillverkaren i Kina med 14% av marknaden, en ökning från 10,7% under det första kvartalet.

## Distribution
Lanseringen av telefonen den 21 februari 2014 resulterade i att den blev slutsåld på åtta  minuter och ytterligare försäljningsomgång den 27 februari 2014 resulterade i att det återigen blev slutsåld på rekordtid vilket var på sex minuter.